# Jan Weenix

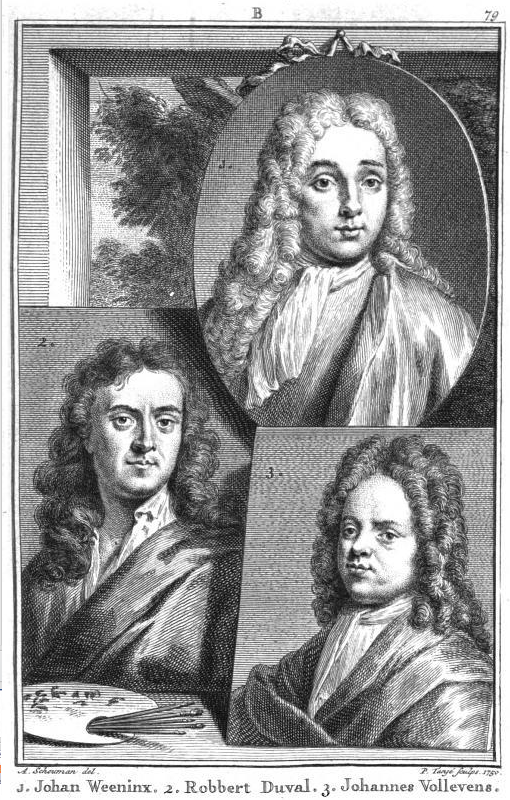
Retrato de Johan Weeninx (acima) em "Nieuw Schouburg", de Jan van Gool, 1750

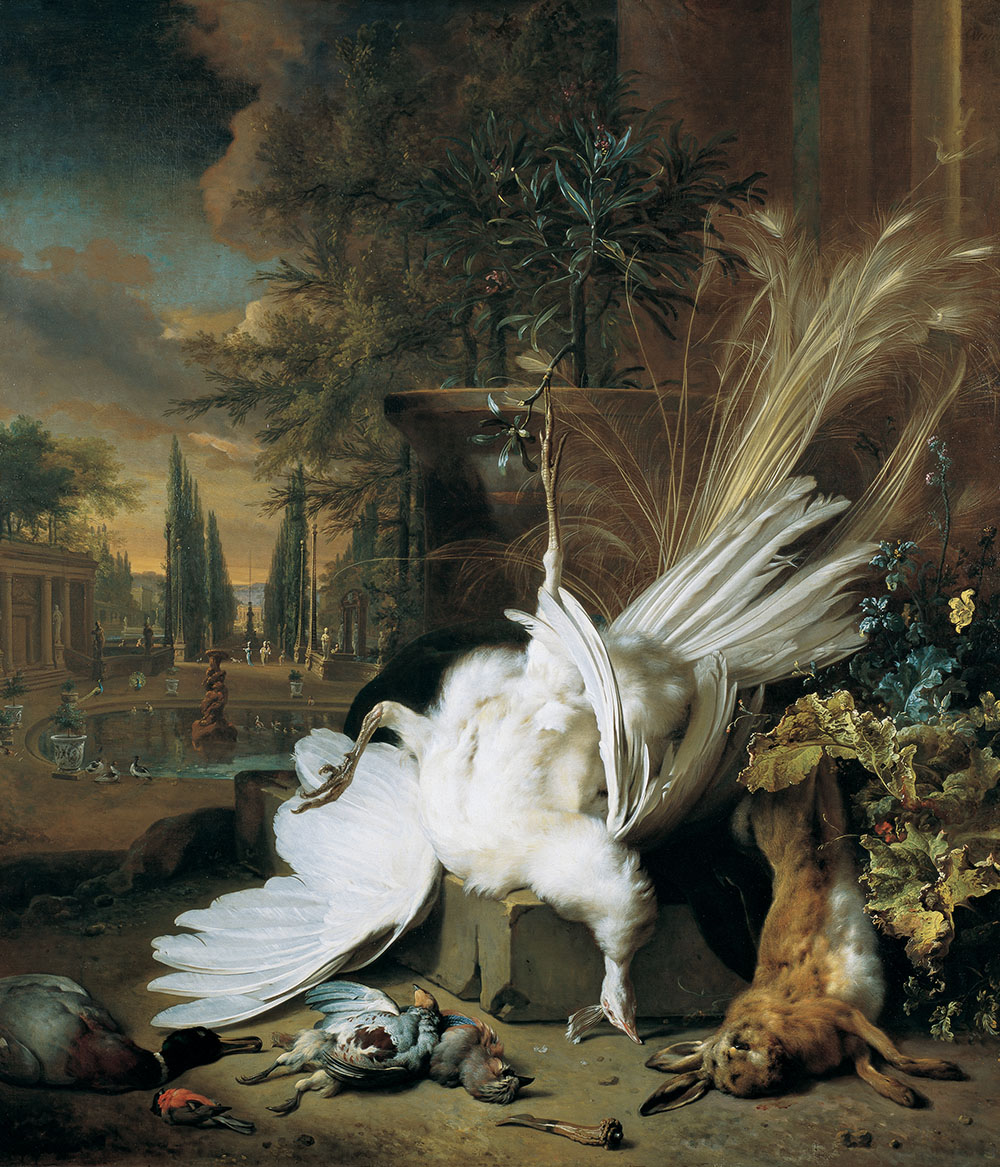
O Pavão Branco (Gemäldegalerie der Akademie der bildenden Künste in Vienna)

Jan Weenix ou Joannis Wenix (Amsterdã, c. 1641/1649  –  19 de setembro de 1719) foi um pintor holandês. Ele foi treinado por seu pai, Jan Baptist Weenix, junto com seu primo Melchior d'Hondecoeter. Como seu pai, ele se dedicou a uma variedade de assuntos, mas sua fama se deve principalmente às pinturas de caça morta e cenas de caça. Muitas pinturas desse gênero, anteriormente atribuídas ao Weenix mais velho, agora são geralmente consideradas obras do filho.

## Vida

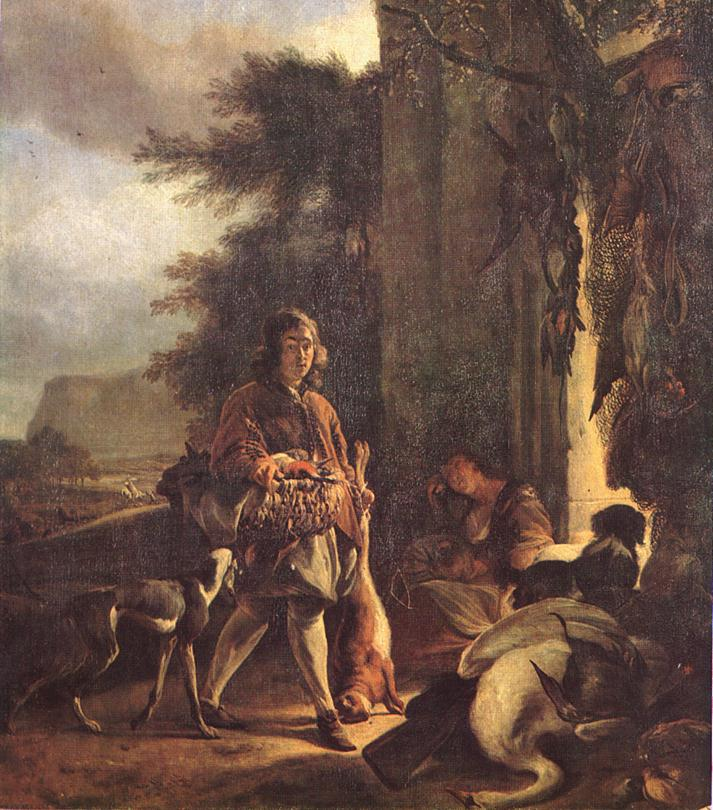
Depois da caça

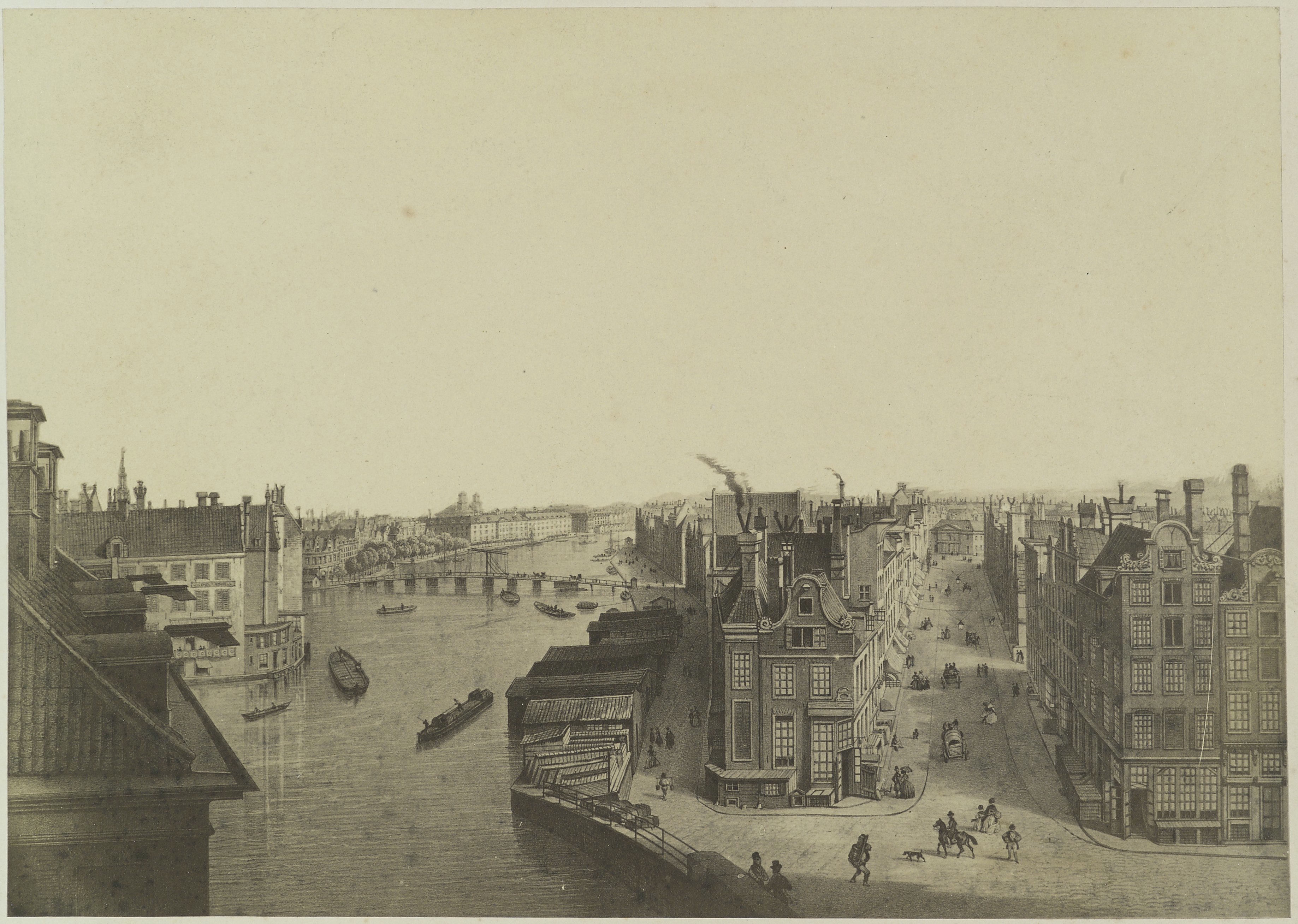
Vista no "Binnen Amstel", com no meio a casa onde Weenix morava.

Jan Weenix nasceu em Amsterdã, de acordo com sua notificação de casamento em 1679, mas sua data de nascimento não é exatamente conhecida, pois o registro batismal dessa igreja católica não sobreviveu. Entre 1643 e 1647, seu pai trabalhou na Itália. Por volta de 1649, a família mudou-se para Utrecht. Em algum momento, Jan Baptist Weenix mudou-se para um castelo perto de Vleuten, mas morreu bastante jovem em 1659. Aos vinte anos, Jan Weenix rivalizou e depois superou o pai em amplitude de tratamento e riqueza de cores. Jan Weenix era um membro da Guilda de São Lucas, em Utrecht, entre 1664 e 1668. Em 1679, quando Jan Weenix se casou com Pieternella Backers, de 20 anos, ele disse que tinha "cerca de trinta anos"! Entre 1680 e 1700, eles tiveram 13 filhos batizados em uma igreja escondida; pelo menos quatro filhos: Jan Baptista (1680 - ), Willem Ignatius (1690 - 1764), Jacobus (1693 - ), Nicolaes Andreas (1699 - 1757) e duas filhas, Sara e Maria.
Em 1697, pintou um retrato de Pedro, o Grande, visitando a República para estudar construção naval, ciência e arte da construção de fortificações. Em Amsterdã, Weenix costumava ser empregado para decorar casas particulares com pinturas de parede em tela. As cinco pinturas fixas ou papel de parede em tela de Jacob de Granada tornaram-se muito populares na segunda metade do século XVIII, quando a natureza e Rousseau estavam na moda e copiadas. As pinturas sobreviveram na casa até 1922. Em seguida, as enormes "pinturas" foram vendidas antes de um leilão para William Randolph Hearst em um arranjo privado. Depois que Hearst faliu, as pinturas foram dispersas; um está nas Galerias Nacionais da Escócia, em Edimburgo, dois no Hotel Carlyle, em Nova York, um está no Allen Memorial Art Museum desde 1953 e um está perdido.

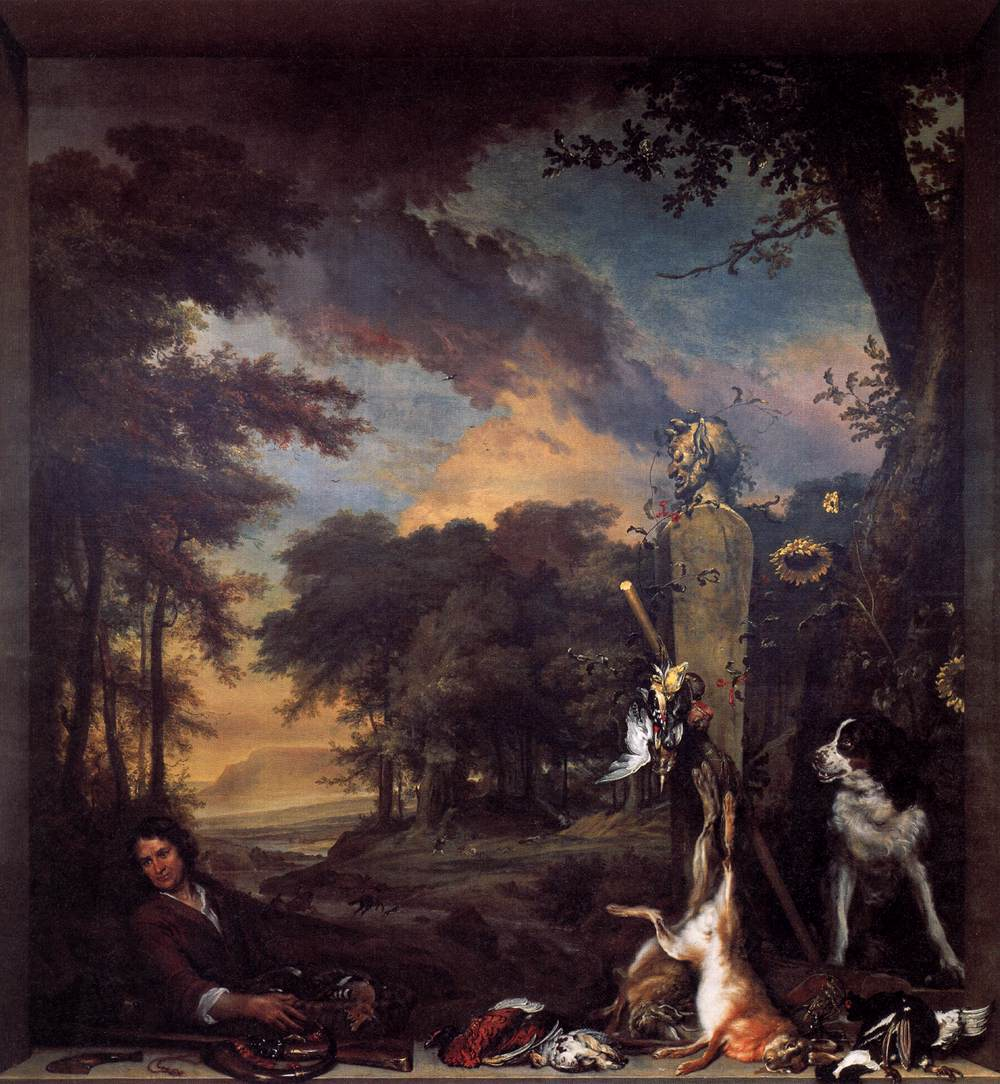
Paisagem com Caçador e Caça Morta (Alegoria do Sentido do Cheiro) (Galerias Nacionais da Escócia em Edimburgo)

Entre 1702 e 1712, Weenix esteve ocupado com uma importante série de doze grandes imagens de caça para o castelo de Bensberg do eleitor Palatino Johann Wilhelm, perto de Colônia. (Segundo Goethe, Weenix superou a natureza). O tesouro estava vazio quando Jan Wellem, como foi chamado em Düsseldorf, morreu. A maior parte dessa coleção está agora na Galeria de Munique, mas as pinturas de Van der Werff foram para a adega. Os alunos de Weenix eram sua filha Maria Weenix e Dirk Valkenburg. Jan Weenix viveu a maior parte de sua vida em uma casa do outro lado da Torre da Casa da Moeda e foi enterrado em Nieuwezijds Kapel, uma igreja católica próxima no Rokin. Suas viúvas e filhas ficaram no negócio de alvenaria vendendo pedras e azulejos.

## Trabalhos
Johann Wolfgang von Goethe ficou impressionado com o tratamento de animais nas fotos de Weenix que ele viu em Munique. Ele dedicou um poema à técnica do mestre, na qual afirmou que Weenix igualava e até superava a natureza em seu tratamento de texturas de animais como cabelos, penas e garras. Muitos de seus melhores trabalhos podem ser encontrados em coleções particulares inglesas. Embora a National Gallery, de Londres tenha apenas um exemplo, uma pintura de caça morta e um cachorro, a Wallace Collection, também em Londres, possui treze pinturas, incluindo a intrigante (e discutivelmente perturbadora) "Flowers on a Fountain with a Peacock". Jan Weenix está bem representado nas galerias de Amsterdã, Haia, Haarlem, Roterdã, Berlim, Lisboa e Paris. Um Weenix de tamanho médio, "Still Life with Dead Game", fica na sala de jantar da propriedade Filoli, na Califórnia. Uma certa "Natureza morta com troféus de caça" está no Museu de Arte de Ackland, Chapel Hill, Carolina do Norte, e um grande "Pavão com troféus de caça" está no Museu Calouste Gulbenkian. "Garoto com brinquedos, macaco de estimação e uma Turquia" está no Museu de Arte de Kresge. "Natureza morta com lebre morta" no Museu de arte ocidental e oriental de Kiev.